# 4 Blocks
4 Blocks è una serie televisiva tedesca trasmessa dall'8 maggio 2017 sul canale TNT Serie.
La serie è stata rinnovata per una seconda stagione, che è andata in onda nell'autunno 2018, e per una terza, trasmessa a novembre 2019.
In Italia, la serie viene pubblicata dal 28 novembre 2017 su Amazon Video.

## Trama
Ali "Toni" Hamadi vive in Germania da 26 anni con la sua famiglia. È il capo di un clan familiare che vive a Neukölln dove è presente il crimine organizzato. Per condurre una vita senza criminalità con sua moglie Kalila e sua figlia Serin, vuole ritirarsi da questo ruolo. Dopo che suo cognato Latif è stato arrestato con nove chilogrammi di cocaina in macchina, Toni deve reagire. Non vuole lasciare il controllo del clan Hamadi al suo imprevedibile fratello Abbas. Nella sua angoscia, Toni incontra Vince, un vecchio amico di cui si fida e che è al suo fianco. Tuttavia, Toni non sa che Vince è in realtà un investigatore segreto della polizia.

## Episodi
| Stagione         | Episodi | Prima TV Germania | Pubblicazione Italia |
| ---------------- | ------- | ----------------- | -------------------- |
| Prima stagione   | 6       | 2017              | 2017                 |
| Seconda stagione | 7       | 2018              | 2018                 |
| Terza stagione   | 6       | 2019              | inedita              |